# Сан Салваторе (Кремона)
Сан Салваторе је насеље у Италији у округу Кремона, региону Ломбардија.
Према процени из 2011. у насељу је живело 301 становника. Насеље се налази на надморској висини од 35 м.